# Aedemon eurapta
Aedemon eurapta is een vlinder uit de familie van de visstaartjes (Nolidae). De wetenschappelijke naam van de soort is voor het eerst geldig gepubliceerd in 1944 door Alfred Jefferis Turner.